# Alexander Gesmundo
Alexander Gesmundo (né le 6 novembre 1956 à San Pablo) est l'actuel juge en chef de la Cour suprême des Philippines. Il était auparavant juge associé de la Cour de 2017 à 2021.

## Biographie
Gesmundo est né le 6 novembre 1956 à San Pablo dans la province de Laguna, au sud-est de la capitale Manille. Son père Juan A. Gesmundo est paysan, et sa mère Zenaida B. Gahon institutrice. Il est marié à Lynn Magpantay-Gesmundo avec qui il a trois enfants.
Il est diplômé en droit de l'université Ateneo de Manila en 1984 et passe le barreau l'année suivante.
Il commence sa carrière comme procureur au Bureau de l'avocat général des Philippines dès 1985, où est est promu numéro deux en 2002. En 2005, il quitte le Bureau de l'avocat général pour devenir juge associé au Sandiganbayan, un tribunal spécial chargé des appels dans des affaires de corruption et crimes commis par les agents de la fonction publique. Le 14 août 2017, il est nommé par le président Rodrigo Duterte juge associé à la Cour suprême, avant d'en devenir le juge en chef le 5 avril 2021.
À la Cour suprême, Gesmundo ne s'est jamais opposé à Duterte dans ses votes, notamment sur le limogeage de Maria Lourdes Sereno et la loi antiterroriste, et est considéré comme un juge pro-gouvernement et conservateur.